# Acqua radioattiva
Le acque radioattive sono acque che presentano naturalmente (quindi non si tratta di contaminazione radioattiva) elementi radioattivi come il radio, il radon, il torio, l'attinio, l'uranio. Tra questi, acquisiti dalle rocce attraverso cui passano, quello quantitativamente più rilevante è il radon.
In base alla normativa italiana un'acqua è considerata radioattiva quando ha almeno 1 nCi (un miliardesimo di Curie) per litro. Allo stesso modo si distinguono acque:
- debolmente radioattive fino a 30 nCi/l
- mediamente radioattive da 30 a 150 nCi/l
- fortemente radioattive oltre i 150 nCi/l

## Acqua potabile
Il Consiglio superiore della sanità ha fissato in 100 Bq/litro (2,7 nCi/litro) il limite per le acque minerali imbottigliate.

## Usi termali
Nonostante il radon sia un cancerogeno riconosciuto, tali acque vengono comunemente usate in molti stabilimenti termali che ne vantano spesso le azioni terapeutiche.
Tra le terme italiane con acque radioattive ricordiamo: Pré-Saint-Didier, Sirmione, Benetutti, Bormio, Caldana, Equi, Galzignano, Lurisia, Latronico, Ischia, Torre Annunziata, Castellammare di Stabia, Merano, Montegrotto, San Casciano dei Bagni e Suio.

## Trattamento con nanoparticelle
Le tecnologie nano offrono le migliori possibilità nella rimozione di elementi radioattivi, soprattutto in ambiente acquoso, dal momento in cui presentano non solo una maggior affinità con i radionuclidi in soluzione, ma anche una grande capacità di adsorbimento dovuta all’elevata superficie specifica.
Nello specifico, vengono utilizzati nanoadsorbitori funzionalizzati per la cattura e successiva rimozione dalle acque di elementi radioattivi.